# Губайдуллин, Ирек Насырович
Ирек Насырович Губайдуллин — советский хозяйственный, государственный и политический деятель.

## Биография
Родился в 1931 году в деревне Акман. Член КПСС.
Окончил Магнитогорский горнометаллургический институт.
В 1953—1970 — мастер, начальник смены, начальник мартеновского цеха Серовского металлургического завода.
В 1970—1973 — главный инженер Чусовского металлургического завода.
В 1973—1993 — директор Чусовского металлургического завода.
В 1996—2005 — председатель Чусовской городской Думы, советник главы администрации города Чусового по экономике.
Лауреат Государственной премии СССР (1982, закрытым указом).
Делегат XIX партконференции.
Жил в Чусовом.

## Награды
- Орден Трудового Красного Знамени (1966, 1976, 29.04.1986)
- Орден Дружбы народов (02.03.1981)
- Орден Знак Почёта (1971)